# Amata kijevana
Amata kijevana là một loài bướm đêm thuộc phân họ Arctiinae, họ Erebidae.